# Sigríður Tómasdóttir
Sigríður Tómasdóttir (1871 - 1957) foi um ambientalista islandesa cujo activismo ajudou a preservar as quedas de água de Gullfoss, protegendo-as da industrialização. Ela é amplamente vista como a primeira ambientalista da Islândia e é homenageada com uma escultura perto de Gullfoss.

## Juventude
Tómasdóttir nasceu em Brattholt em 1874 e cresceu na fazenda de ovelhas da sua família. Ela não recebeu nenhuma educação oficial, mas era bem lida e artística. Ela e as suas irmãs trabalhariam como guias para os visitantes das quedas de água.

## Activismo
Em 1907 proprietários de terras, incluindo o pai de Tómasdóttir, Tómas Tómasson, assinaram um acordo para permitir a construção de uma barragem hidroelétrica no rio Hvítá que resultaria na submersão de Gulfoss. Incomodada com o acordo, Tómasdóttir entrou com uma acção legal contra o empreendimento e realizou vários protestos. Ela fez inúmeras caminhadas de 120 quilómetros até Reykjavík, segundo alguns relatos, a pé, para se encontrar com funcionários do governo e depois ameaçou atirar-se nas quedas de água.
Ela foi representada legalmente por Sveinn Björnsson, que mais tarde se tornou o primeiro presidente da Islândia. Os esforços de Tómasdóttir acabaram por falhar a nível legal, mas ganharam atenção positiva por parte do público. Os contratos de arrendamento foram posteriormente cancelados e o projeto hidroelétrico nunca foi construído. Gullfoss e a área circundante foram vendidos ao governo islandês e tornaram-se um local de conservação permanente em 1979.

## Legado
Tómasdóttir faleceu em 1957 e foi enterrada no cemitério de Haukadalur. O escultor Ríkarður Jónsson fez um memorial em honra a Tómasdóttir, que fica perto de Gulfoss.